# Francesco Dell’Uomo
Francesco Dell’Uomo (* 8. Januar 1987 in Colleferro) ist ein italienischer Wasserspringer. Er gehört zur Gruppi Sportivi Fiamme Gialle, einer Sportfördergruppe der Guardia di Finanza, und startet im 10-m-Turm- und Synchronspringen.
Dell’Uomo errang seine ersten Erfolge im Juniorenbereich. Zwischen 2002 und 2005 konnte er drei Silber- und zwei Bronzemedaillen bei Junioreneuropameisterschaften und im Jahr 2002 zudem eine weitere Silbermedaille bei Juniorenweltmeisterschaften gewinnen. Er nahm im Erwachsenenbereich erstmals an der Europameisterschaft 2006 in Budapest teil und gewann zusammen mit Michele Benedetti im 10-m-Synchronspringen die Bronzemedaille. Im Jahr 2007 startete er in Melbourne erstmals auch bei der Weltmeisterschaft teil, wo er das Finale vom 10-m-Turm erreichte und Zwölfter wurde. Bei der Europameisterschaft 2008 in Eindhoven konnte er eine weitere Bronzemedaille gewinnen, diesmal im Einzelwettbewerb vom Turm. Dell’Uomo hat an den Olympischen Spielen 2008 in Peking teilgenommen, schied dort jedoch vom Turm im Vorkampf aus. Im folgenden Jahr trat er bei der Weltmeisterschaft in Rom erstmals mit Andrea Chiarabini an und erreichte im 10-m-Synchronspringen mit Rang fünf seine bislang beste WM-Platzierung. Die Weltmeisterschaft 2011 in Shanghai lief hingegen weniger erfolgreich. Vom Turm konnte Dell’Uomo weder im Einzel noch mit Maicol Verzotto im Synchronwettbewerb die Vorkämpfe überstehen.